# Saxofonia di camera
Saxofonia di camera est une œuvre de musique de chambre pour quatuor de saxophones de la compositrice française Fernande Decruck, probablement écrite entre 1930 et 1940.

## Contexte et création
On ne connaît pas la date de composition des Saxofonia di camera, mais elles ont probablement été écrites dans les années 1930 ou 1940.

## Structure
L'œuvre comprendre quatre mouvements :
1. Andante
2. Allegro moderato, con anima
3. Andantino affectuoso
4. Allegro con moto, poco agitato

## Discographie
- Fernande Decruck, Works by Fernande Decruck, Quatuor Ellipsos.